# كيد امرأة (مسلسل)
كيد امرأة، (بالإسبانية: Emperatriz)، هُوّ مُسلسل مكسيكي درامي رومانسي. مِن تأليف الكاتب خوسي أغناسيو كابروجاس (بالإنجليزية: Jose Ignacio Cabrujas)، وإنتاج شركة أزتيكا (بالإنجليزية: Azteca) لعام 2011، وبطولة كُلٍ مِن غابرييلا سبانيك وبيرني باز، ويُشاركهم في تمثيل المسلسل نخبة مِن الممثلين اللاتينيون مِثل سيرجيو دي بوستامانتي، وميرامار فيغا، وألبرتو غيرا، ورافائيل سانشيز نافارو، وكارمن دلغادو، وعُمَر فييرو الذي ظهر في الخمس حلقات الأولى ثُمّ عاد للظهور في نهاية المسلسل.
وقد قامت قناة "OTV" اللبنانيّة بِشراؤهـ ودبلجته إلى اللغة العربية، كما تمَّ عرضه على قناة «OSN يا هلا أرابيلا HD» في 1 يناير، 2013 الساعة 21:00 بِتوقيت السعودية، وأيضاً عُرِض في لبنان على قناة حسناء في تاريخ 1 يناير، 2013 الساعة 20:00 بِتوقيت المملكة العربية السعودية.
كما عُرِض في عدة دُوّل مِثل البرازيل وليتوانيا وتشيلي وبويرتو ريكو وجمهورية الدومينيكان وبناما وهنغاريا وكرواتيا وكولومبيا والولايات المتحدة الأميركية وفنزويلا وإسرائيل وماليزيا وجورجيا وقبرص وأندونيسيا ونيكاراغوا وبيرو ورومانيا وسنغافورة.

## وصلات خارجية
- كيد امرأة على موقع IMDb (الإنجليزية)
- كيد امرأة على موقع كينوبويسك (الروسية)
- كيد امرأة على موقع قاعدة بيانات الفيلم (الإنجليزية)
- قصة المُسلسل على موقع Seriesnow. نسخة محفوظة 17 ديسمبر 2014 على موقع واي باك مشين.
- الموقع الرسمي للمسلسل.